# Unipectiphora delosignata
Unipectiphora delosignata är en fjärilsart som beskrevs av Antonius Johannes Theodorus Janse 1964. Unipectiphora delosignata ingår i släktet Unipectiphora och familjen snigelspinnare. Inga underarter finns listade i Catalogue of Life.